# Maja Jurić
Maja Jurić  (* 1989 in Sarajevo, SFR Jugoslawien) ist eine Schauspielerin aus Bosnien und Herzegowina.

## Leben
Maja Jurić floh im Alter von drei Jahren mit ihren Eltern vor dem Krieg in Bosnien nach Deutschland. Von 2013 bis 2018 absolvierte sie erfolgreich ein Studium an der Akademie der darstellenden Künste in Sarajevo (Fakultät der Universität Sarajevo).
Während dieser Zeit begann sie ihre Filmlaufbahn und spielte ab dem Jahr 2014 in einigen, zum Teil auch kroatischen, Filmproduktionen mit. Darunter befanden sich 2016 unter anderem drei Folgen der deutsch-österreichischen Fernsehserie Pregau – Kein Weg zurück (Produktion ORF und ARD) und von 2019 bis 2020 war sie in 107 Folgen der kroatischen Telenovela Druga ime ljubavi (Another Name For Love) zu sehen. 2024 verkörperte Maja Jurić in dem Serienspecial Am Abgrund der Krimiserie Morden im Norden mit der Figur der Miriam eine Hauptrolle und trat damit erstmals in einer deutschen Fernsehproduktion auf.
Maja Jurić lebt in Frankreich und Berlin. 

## Filmografie (Auswahl)
- 2014: Mercy (Kurzfilm)
- 2015: Mammejong
- 2015: Thursday
- 2016: Pregau – Kein Weg zurück (Fernsehserie) – 3 Folgen
- 2017: Secret from the Past
- 2017: Love, Lies and Records (Fernsehserie) – 5 Folgen
- 2017: Interview (Kurzfilm)
- 2018: Nestanak Brata – Desappearance of a brother (Kurzfilm)
- 2019–2020: Drugo ime ljubavi (Another Name For Love, Fernsehserie) – 107 Folgen
- 2020: Summer Dew
- 2020: Those Dark Nights
- 2022: Divjaci
- 2023: Umri prije smrti
- 2024: Morden im Norden (Fernsehfilm) – Am Abgrund